# Хэмблтон, Аман
Ама́н Хэ́мблтон (англ. Aman Hambleton; род. 30 декабря 1992, Галифакс) — канадский шахматист, гроссмейстер (2018). Вместе с Эриком Хансеном ведёт канал ChessBrah на YouTube и Twitch.

## Карьера
Хэмблтон родился в 1992 году в Галифаксе, Новая Шотландия и научился играть в шахматы в 5 лет. Через год переехал в Торонто, где сыграл свой первый турнир.
Звание международного мастера получил 2013 году, звание гроссмейстера — в апреле 2018 года, он стал десятым гроссмейстером Канады. Первую норму гроссмейстера Хэмблтон выполнил на шахматном фестивале UNAM в 2012 году, ещё будучи мастером ФИДЕ, но вторую получил только на Открытом чемпионате Рейкьявика в апреле 2017 года. В марте 2017 года поклялся, что не будет брить бороду до тех пор, пока не получит титул гроссмейстера.
В июле 2017 года выиграл открытый чемпионат Канады с результатом 6,5 из 9, разделив первое место с Разваном Преоту.
Хэмблтон представлял Канаду на 41-й шахматной олимпиаде. На резервной доске набрал 3,5 из 7 (+2-2=3). На 43-й олимпиаде снова играл на резервной доске. Он проиграл Риджендре Раджбхандари с рейтингом 1937 в первом раунде, но выиграл свои последние четыре игры и закончил со счетом 4,5 из 7 (+4-2=1). Имеет рейтинг 2420 и почти входит в первую десятку сильнейших шахматистов Канады.

## Образование
Хэмблтон учился в средней школе в Скарборо, Онтарио, в институте Уобёрна, где играл в футбольной и шахматной командах, также был членом клуба устной речи. Он окончил обучение весной 2010 года с рейтингом CFC 2315, который получил после участия в Hart House Toronto Open 2010 года.

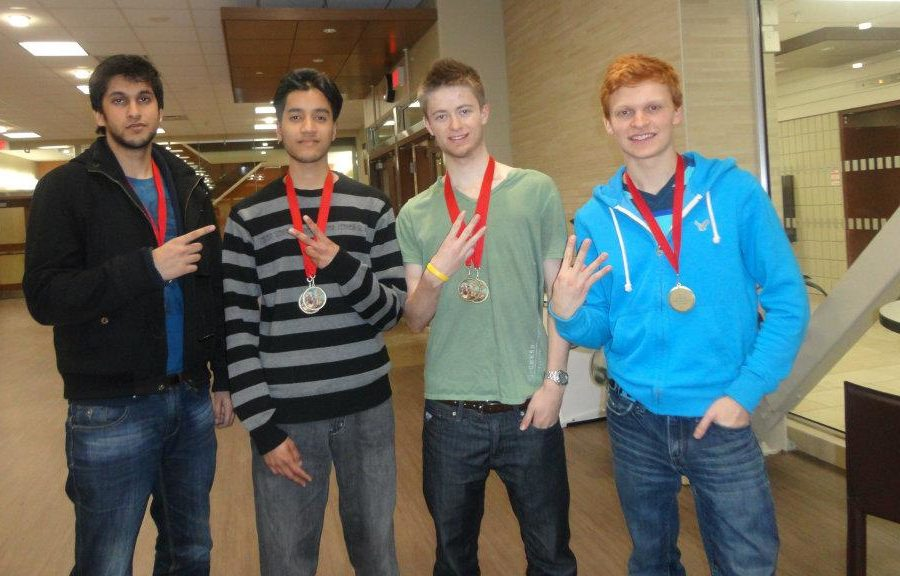
Участники Western University Chess Championship 2012

Хэмблтон был принят в коммерческую программу Королевского университета, а также в Школу бизнеса Айви Университета Западного Онтарио. Он поехал в Вестерн, где стал президентом шахматного клуба UWO на втором году обучения. В том же 2012 году Хэмблтон организовал чемпионат Канады по шахматам среди университетов и принял участие в нём. Занял второе место в турнире, помог Вестерну выиграть чемпионат вместе с товарищами по команде.
Являлся членом школьных клубов: Western Soccer Association (ранее — Western United Soccer), The Western Cypher, Habitat For Humanity и Ассоциации студентов-экономистов

## Шахматный бокс
11 декабря 2022 года провёл поединок по шахматному боксу с международным мастером Лоуренсом Трентом. Chess.com назвал его «матчем по шахматному боксу с самым высоким рейтингом в истории». Хэмблтон победил техничным нокаутом в первом раунде боксёрской части матча.

## Спортивные результаты
| Год  | Город     | Турнир                                                    | + | − | = | Результат | Место |
| ---- | --------- | --------------------------------------------------------- | - | - | - | --------- | ----- |
| 2012 | Мехико    | «2do Abierto Internacional UNAM 2012 — Seccion I»         | 5 | 0 | 4 | 7 из 9    |       |
| 2014 | Тромсё    | Олимпиада 2014                                            | 2 | 2 | 3 | 3½ из 7   |       |
| 2017 | Рейкьявик | «GAMMA Reykjavik Open 2017»                               | 5 | 1 | 4 | 7 из 10   |       |
|      | Сиджес    | «IV Sunway Sitges International Chess Festival — Group A» | 4 | 1 | 4 | 6 из 9    |       |